# Massello
Massello é uma comuna italiana da região do Piemonte, província de Turim, com cerca de 74 habitantes. Estende-se por uma área de 38 km², tendo uma densidade populacional de 2 hab/km². Faz fronteira com Pragelato, Roure, Fenestrelle, Perrero, Salza di Pinerolo.

## Demografia
| Variação demográfica do município entre 1861 e 2011                               |
|                                                                                   |
| Fonte: Istituto Nazionale di Statistica (ISTAT) - Elaboração gráfica da Wikipedia |